# 颜昌颐
颜昌颐（1898年—1929年），安乡人。中国共产党早期人物。

## 生平
1920年赴法勤工俭学。次年加入中国共产党。1924年在北京中法大学毕业，赴莫斯科东方大学学习军事。次年回国，在中共中央做军事工作。1927年，参与领导上海工人三次武装起义。7月赴南昌，参加南昌起义，任中国工农红军第十一军二十四师党代表。次年在海陆丰地区与国军作战负伤，往香港治疗。不久返上海，任中共中央军委委员兼中共江苏省委军委委员。1929年中共中央軍委秘書白鑫向國民黨自首提供情報，使他被捕杀害。